# Dubrava kod Tisna
Dubrava kod Tisna es una localidad de Croacia en el ejido del municipio de Tisno, condado de Šibenik-Knin.

## Geografía
Se encuentra a una altitud de 24 m s. n. m. a 326 km de la capital nacional, Zagreb.

## Demografía
En el censo 2011 el total de población de la localidad fue de 179 habitantes.
| Gráfica de población de Dubrava kod Tisna 1857-2011                 |
|                                                                     |
| Según los censos de población de la oficina estadística de Croacia. |